# Municipio de Rock Creek (condado de Bartholomew)
El municipio de Rock Creek (en inglés: Rock Creek Township) es un municipio ubicado en el condado de Bartholomew en el estado estadounidense de Indiana. En el año 2010 tenía una población de 1424 habitantes y una densidad poblacional de 20,67 personas por km².

## Geografía
El municipio de Rock Creek se encuentra ubicado en las coordenadas 39°9′56″N 85°45′20″O / 39.16556, -85.75556. Según la Oficina del Censo de los Estados Unidos, el municipio tiene una superficie total de 68.88 km², de la cual 68,84 km² corresponden a tierra firme y (0,06 %) 0,04 km² es agua.

## Demografía
Según el censo de 2010, había 1424 personas residiendo en el municipio de Rock Creek. La densidad de población era de 20,67 hab./km². De los 1424 habitantes, el municipio de Rock Creek estaba compuesto por el 97,82 % blancos, el 0,7 % eran afroamericanos, el 0,35 % eran asiáticos y el 1,12 % eran de una mezcla de razas. Del total de la población el 0,84 % eran hispanos o latinos de cualquier raza.